# Suplementos de ferro
Os suplementos de ferro, também conhecidos como sais de ferro e comprimidos de ferro, são um número de formulações de ferro utilizados para tratar e prevenir a deficiência de ferro, incluindo a anemia por deficiência de ferro. Para a prevenção eles só são recomendados em pacientes com má absorção, períodos menstruais, gravidez, hemodiálise, ou uma dieta baixa em ferro. Em prevenção também podem ser usados no baixo peso no nascimento de bebés. Eles são tomados por via oral, injeção em uma veia, ou injecção no músculo. Ao passo que os benefícios podem ser vistos em dias, pode ser necessário até dois meses até que os níveis de ferro voltar ao normal.
Efeitos secundários comuns incluem constipação, dor abdominal, fezes escuras, e diarreia. Outros efeitos secundários que podem ocorrer com o uso excessivo, incluem a sobrecarga de ferro e toxicidade de ferro. Sais ferrosos usados como suplementos por via oral incluem fumarato ferroso, gluconato ferroso, succinato ferroso e sulfato ferroso. Eles trabalham fornecendo o ferro necessário para a produção de células vermelhas do sangue.
O ferro tem sido usado clinicamente, pelo menos desde 1681, com uma formulação fácil de usar criada em 1832. Faz parte da Lista de Medicamentos Essenciais da Organização Mundial de Saúde, uma lista dos mais eficazes e seguros medicamentos que são necessários em um sistema de saúde. Sais ferrosos estão disponíveis como um medicamento genérico e sobre o balcão. O custono mundo em desenvolvimento é de cerca de 0,05 a 0,63 dólares por mês. Nos Estados Unidos um mês de tratamento típico custa menos de 25 dólares. Formulações de libertação lenta, embora disponíveis, não são recomendadas.